# Sengekoven
Sengekoven (norwegisch für Schlafkammer) ist ein Bergkessel im ostantarktischen Königin-Maud-Land. Im Mühlig-Hofmann-Gebirge liegt er auf der Nordseite des Breplogen.
Norwegische Kartographen, die ihn auch benannten, kartierten ihn anhand von Luftaufnahmen und Vermessungen der Dritten Norwegischen Antarktisexpedition (1956–1960).